# Acid heptacosilic
Acidul heptacosilic (cunoscut și sub denumirea de acid heptacosanoic sau carboceric ) este un acid carboxilic liniar cu formula de structură restrânsă CH3-(CH2)25-COOH. Este un acid gras saturat, având 27 atomi de carbon. Face parte din componența ozocheritei.